# 로렌 하우레기
로렌 하우레기(Lauren Jauregui, 1996년 6월 27일 ~ )는 미국의 가수이자, 걸 그룹 피프스 하모니의 구성원이다.

## 음반 목록

### EP
- Prelude (2021)